# Krešimir Sučević-Međeral
Krešimir Sučević-Međeral (Zagreb, 30. rujna 1979.) hrvatski je jezikoslovac i kvizaš. Hrvatskoj je javnosti prvenstveno poznat kao »lovac« u Potjeri. 
Kvizovima se aktivno počinje baviti 1998.

## Obrazovanje
Nakon završene klasične gimnazije 1997. upisuje se na studij opće lingvistike i mađarskog jezika i književnosti pri Filozofskom fakultetu u Zagrebu. Diplomirao je 2003. i iste je godine upisao doktorski studij jezikoslovlja pri Sveučilištu u Zadru. Doktorirao je jezikoslovlje i mađarski jezik 2013.

## Kvizovi
Na televizijskim je kvizovima prvi put sudjelovao kao brucoš, u ljeto 1998., kada je nastupio na HRT-ovu kvizu Diplomac, osvojivši drugo mjesto.
Uslijedili su nastupi u kvizovima Izazov!, Najslabija karika, 1 protiv 100, Sve u 7, obnovljenoj Kviskoteci na Novoj TV, te u još nekim manjim kvizovima. U proljeće 2013. postao je član voditeljske ekipe game showa Tog se nitko nije sjetio, hrvatske varijante britanskoga showa Pointless koja se prikazivala na RTL-u. Od proljeća 2016. član je lovačke ekipe Potjere.
Osim televizijskih kvizova, na zagrebačkom Radiju Sljeme vodi telefonski kviz Kvizazov, a također i sastavlja brojne pub kvizove.

## Privatni život
Oženjen je i otac jednog sina. Za Jutarnji list izjavio je da su mu strast putovanja, pri čemu je istaknuo jedno putovanje od Hrvatske do Novog Zelanda bez korištenja zrakoplova započeto 2015., koje je trajalo deset i pol mjeseci.